# Софья Грушко
«Софья Грушко» — советский фильм 1972 года. Последний фильм режиссёра Виктора Ивченко. По мотивам пьесы Вадима Собко «Голосеевский лес».

## Сюжет
1942 год. На окраине Киева — в Голосеевском лесу, немецко-фашистские оккупанты выводят на расстрел советского лейтенанта Семёна Лихолая. Выстрел в спину — и он падает в яму, но успевает обернуться и увидеть — стреляла в него Софья Грушко — медсестра, которая рискуя не только своей жизнью, но и жизнью трёх девочек-малюток спасенных ею из разбомбленного родильного дома, месяцами прятала его раненного у себя в погребе, выхаживавшая его — его спасительница, его любовь….
1960 год. Приехав по командировке в Киев, чудом тогда выживший Семён Лихолай зайдя в гости к знакомым случайно там встречает Софью Грушко.

## В ролях
- Нинель Мышкова — Софья Петровна Грушко
- Степан Олексенко — Семён Лихолай
- Орыся Бурда — Вера
- Елена Аминова — Надежда
- Лариса Хоролец — Любовь
- Владимир Петров — Василий
- Борислав Брондуков — Михаил
- Владимир Гончаров — Краузе
- Николай Козленко — Стрижак
- Владимир Волков — Иван Павлович Черновол
- Юрий Лавров — Иван Захарович, генерал КГБ
- Валерий Панарин — Петя Мелешко

## Критика
В фильме-экранизации «Софья Грушко» (1972) — есть правда жизни на уровне быта, но не хватает широкого дыхания. «Софья Грушко» порадовала несколькими по-настоящему сильными эпизодами военных лет, где Нинель Мышкова получила благодатный материал для обрисовки незаурядного характера. Но сценарий, написанный по пьесе Вадима Собко, сохранил черты чисто театральной условности; на экране некоторые ситуации выглядят неубедительно.— Иван Сергеевич Корниенко, Кино Советской Украины: страницы истории, 1975 год